# Mobilisation des métaux non ferreux

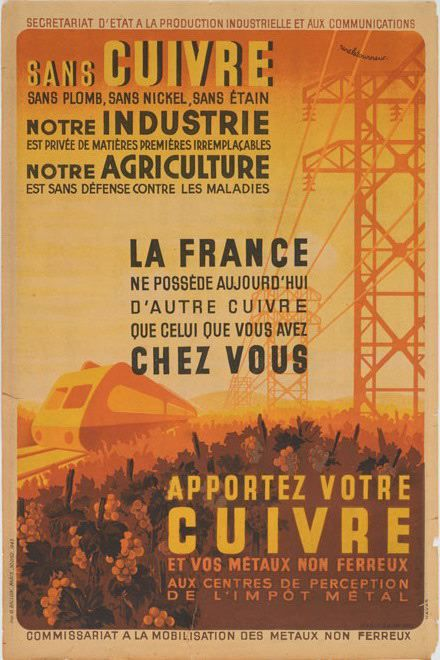
Affiche de propagande éditée par le secrétariat d'État à la Production industrielle et aux Communications, dans le cadre de la mobilisation des métaux non ferreux (juillet 1943).

La mobilisation des métaux non ferreux est un événement lié au contexte de la Seconde Guerre mondiale et plus particulièrement à l'occupation de la France par l'Allemagne nazie. Celle-ci y fait réquisitionner à partir de l'année 1941 pour son effort de guerre une grande quantité de métaux non ferreux, tels que de l'étain, du plomb, du nickel ou du cuivre, afin d'approvisionner ses usines d'armement.
À ce titre, avec la collaboration du régime de Vichy, la population est invitée à apporter ses métaux, sous couvert de soutien à l'agriculture française, et de nombreuses statues sont fondues, ainsi que des cloches d'églises.

## Contexte historique
En 1941, afin de soutenir la guerre de plus en plus longue et coûteuse que mène son pays, l'industrie allemande a besoin de métaux, afin de fabriquer des armes et des munitions, plus que jamais nécessaires notamment pour le projet d'invasion de l'URSS. Le cuivre sert notamment à fabriquer les douilles des balles et des obus, le plomb, le nickel ou le manganèse utilisés dans les piles et batteries.
De plus, dans la France occupée, les industries agrochimiques ont besoin de métaux pour produire des pesticides et des engrais (le sulfate de cuivre est un fongicide protégeant les vignes contre le mildiou, l'arséniate de plomb est un insecticide protégeant les pommes de terre contre les doryphores, etc.), afin de soutenir l'agriculture française, même si cet argument est probablement un simple leurre pour cacher l'utilisation militaire du métal réquisitionné.
À la suite de ces demandes, une campagne pour la récupération des métaux non ferreux est déclenchée en France dès 1941. Précédemment (en 1940), les occupants s'étaient livrés à des destructions d'œuvres, symboles de la honte noire de l'Allemagne nazie, certaines communes ayant toutefois déposé et caché les dites œuvres avant leur arrivée, comme l'aigle déchu du monument aux morts de La Couarde-sur-Mer.

## Déroulement
Des affiches sont placardées dans les villes de France, appelant la population à participer à cette campagne, en apportant au centre « impôt métal » leurs objets usuels contenant du cuivre ou du plomb : bouton de porte, chaudron, applique, bougeoir, cadre de bicyclette. Cependant, pour éviter des incidents lors de la mobilisation, les affiches indiquent uniquement le fait que ces métaux serviront à l'agriculture, sans évoquer l'industrie d'armement. L'État rachète aux citoyens et aux collectivités le plomb à 6 francs par kilogramme, le cuivre et ses alliages, laiton, bronze, maillechort à 30 francs par kilogramme et l'étain à 75 francs par kilogramme.
Malgré la propagande, la collecte est jugée insuffisante, ce sont donc les statues et les œuvres d'art en bronze qui sont réquisitionnées. Une loi du 11 octobre 1941 dispose qu'« il sera procédé à l'enlèvement des statues et monuments en alliages cuivreux sis dans les lieux publics et dans les locaux administratifs, qui ne présentent pas un intérêt artistique ou historique »,,. Les sculptures en bronze érigées dans les cimetières (monuments funéraires) ou conservées dans les musées et les monuments aux morts sont exclus du champ de la loi. La statue de Louis XVI dans le musée des Beaux-Arts de Bordeaux sera pourtant sacrifiée, ainsi que celles des monuments aux morts de 1870 de Coutances, Niort, Pontoise, Quimper, Saint-Quentin et Verdun. À Caen en revanche, le préfet parvient à sauver le groupe sculpté Centaure et Bacchante qui se trouvait dans la cour de l'ancien séminaire des Eudistes, ouverte au public, en arguant que l’œuvre fait partie des collections du musée des Beaux-Arts de Caen, se trouvant ainsi exclue du champ de la loi de 1941.

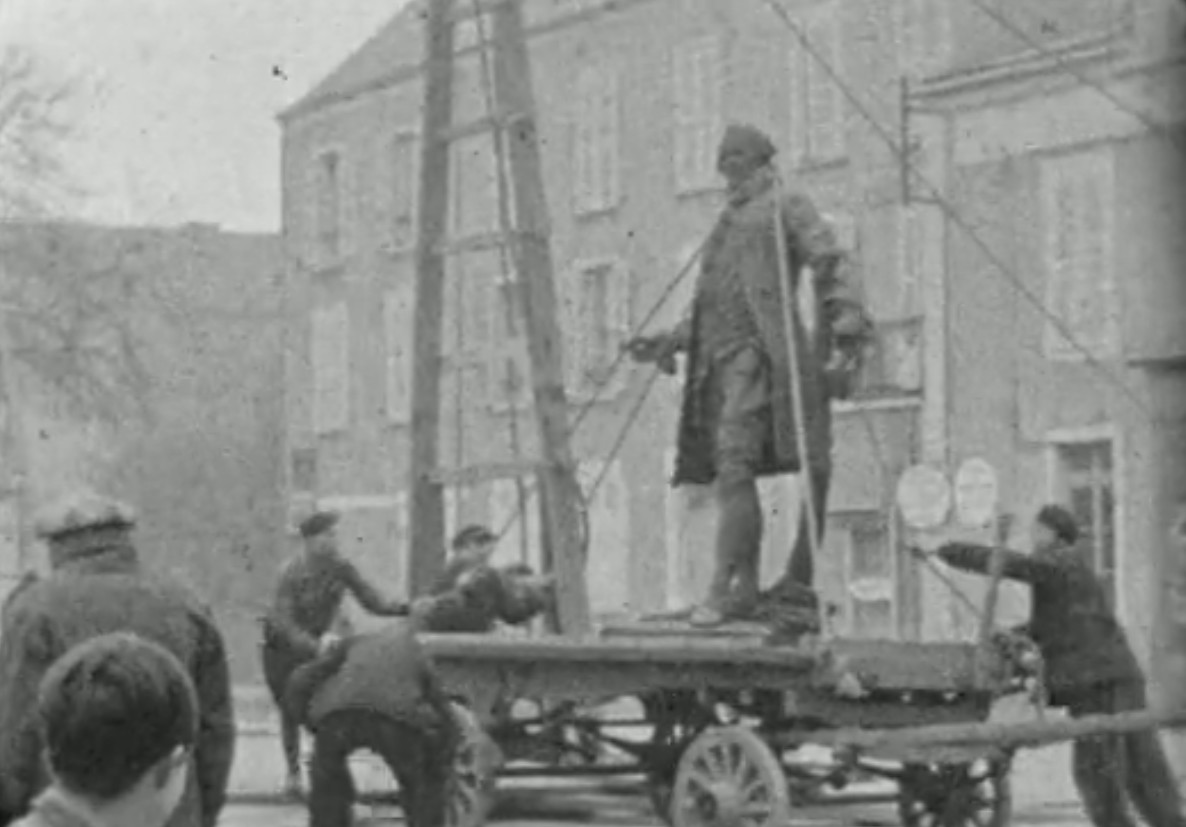
Déboulonnage de la statue d'Henri Louis Duhamel du Monceau à Pithiviers le 19 février 1942.

Le pouvoir central enjoint également d'épargner les œuvres représentant des personnalités du christianisme ou de la monarchie[réf. nécessaire]. Malgré cela, les statues de Jeanne d'Arc de Beaulieu-les-Fontaines, de Langres et de Mehun-sur-Yèvre sont fondues.
Si le but affiché est la revitalisation économique du pays, « les métaux ainsi regagnés [sont] directement livrés à l'Allemagne, afin de combler le manque de matières premières dans l'industrie de l'armement ». Selon l'universitaire Kirrily Freeman, l'iconoclasme n'est ni la cause ni le moteur de la campagne, guidée bien plus par le motif pragmatique que par l'intérêt économique. Beate Pittnauer indique que « ce sont avant tout des communautés régionales qui se sont formées en opposition à l'adoption de cette loi, pour empêcher le démontage effectif de statues prises isolément ». Le régime de Vichy en profite ainsi pour faire disparaître bustes ou statues représentant des personnes qui, à ses yeux, incarnent l'esprit libre républicain et ne représentent donc pas les valeurs de la révolution nationale. Certains monuments érigés il y a presque un siècle représentent des personnages oubliés ; dans les villages de province, la renommée du personnage est essentiellement locale.
Trois ministères sont directement concernés, avec des services à Paris et des relais départementaux placés sous la responsabilité des préfets. Les œuvres sont désignées par le ministère de l'Éducation nationale et son comité supérieur des beaux-Arts. Les Groupements d'Importation et de Répartition des Métaux (GIRM) dirigent l'enlèvement, le transport et la destruction des œuvres désignées sur tout le territoire. Louis Hautecœur dirige le comité supérieur des Beaux-Arts. Les bronzes sont acheminés par le chemin de fer en région parisienne, dans des sociétés de récupération métallurgique désignées par les GIRM pour stocker les monuments, avant leur expédition vers l'Allemagne.

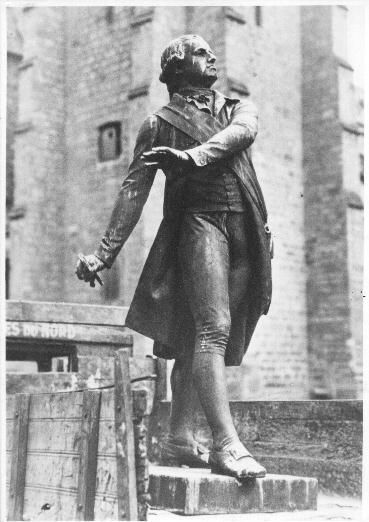
Déboulonnage de la statue de Jean-François-Pierre Poulain de Corbion à Saint-Brieuc le 4 mars 1942.

Les autorités interdisent de photographier le déboulonnage des sculptures ; c'est pourquoi il existe très peu de photographies ou de films montrant l'enlèvement des monuments. Les rares images ont été réalisées dans les villes petites ou moyennes.
L'État central définit rapidement une ligne de conduite pour le remplacement de certaines œuvres en bronzes par d'autres en pierre qui doivent ne pas être « une copie plus ou moins exacte des navets dont l'enlèvement a été décidé ». Le financement de l'œuvre de remplacement en pierre est à la charge de la commune. L'État recommande de conserver l'argent reçu pour l'achat du bronze de l'œuvre originale, pour le consacrer au financement de l'œuvre de remplacement.
Certaines sculptures sont menacées, mais ne sont finalement pas réquisitionnées, comme les statues des jardins de l'Europe d'Annecy. Près de mille cloches d'églises ont aussi été réquisitionnées, surtout en Alsace et en Moselle, qui depuis leur annexion en 1940 faisaient à l'époque partie intégrante de l'Allemagne.
La mobilisation continue durant toute l'occupation de la France, avec une intensité variable en fonction de la demande. En 1943-1944, les autorités centrales exigent la réquisition de la quasi-totalité des monuments ayant « survécu » à la première vague d'envoi à la fonte de 1941-42. Paradoxalement, les moyens humains  et matériels pour la réalisation des enlèvements sont devenus quasiment inexistants, on ne trouve plus d'ouvrier ou de véhicule. De nombreuses œuvres restent entreposées dans les hangars de stockage en région parisienne, n'ayant pu être expédiées par le chemin de fer vers l'Allemagne. Après la fin de la guerre, de nombreuses œuvres ont pu être restituées à leur commune d'origine et ont été réinstallées sur leur piédestal.
Selon certaines estimations des conservateurs, environ 1 700 statues furent détruites sur ordre du gouvernement de Vichy, dont plus de 100 à Paris.

## Réactions
Lorsque les premiers enlèvements ont lieu à Paris, les réactions sont très faibles. Par contre, en province, la réaction est très différente. La population locale témoigne de son attachement au monument. Souvent les édiles protestent et tentent de s'opposer à la décision des autorités centrales. Les élus locaux ou des particuliers entreprennent des démarches pour tenter de sauvegarder les statues. Certains écrivent au préfet et même au sommet de l'État pour justifier du caractère historique des œuvres menacées et font appel à l'intervention du maréchal Pétain ou du chef du gouvernement l'amiral Darlan et, par la suite, Pierre Laval.

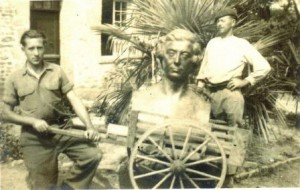
Buste d'Alexis de Tocqueville dans la Manche, caché pendant l'Occupation.

Des municipalités proposent le sacrifice de monuments, jugés moins précieux, en échange de la sauvegarde d'un autre pour une masse équivalente de bronze. D'autres échangent la sauvegarde d'une statue contre sa masse équivalente de bronze.
Certaines municipalités ont la pertinence de faire effectuer un moule de l'œuvre avant son enlèvement.
Un peu partout sur le territoire, des œuvres sont soustraites et cachées jusqu'à la fin de la guerre pour éviter leur destruction. Ces actes de « résistance » sont organisés par des membres des autorités locales ou sont des initiatives individuelles.
Au contraire, le romancier Henry Bordeaux, proche du maréchal Pétain, proposa sans succès de démanteler la tour Eiffel pour en réutiliser le matériau (et pour des raisons esthétiques).

## Conséquences
Le bronze étant difficile à utiliser dans l'industrie[réf. nécessaire], seule une partie du métal récupéré est utilisée, et la réquisition des statues apparaît plus comme une volonté de plaire à l'occupant que de soutenir les industries.
Toutefois, après les bombardements de Schweinfurt le 17 août 1943 (opération Double Strike), les fabricants allemands lancent des programmes de modification de leurs matériels pour remplacer, lorsque c’est possible, les roulements à billes par des paliers en bronze.
Des œuvres qui avaient été sélectionnées comme prioritaires ont été remplacées par une en pierre souvent très différente de l'originale. La liste d'attente s'avère longue, car il y a d'autres priorités en temps de guerre. Certaines municipalités réclament une œuvre identique. Certaines municipalités, jugeant l'œuvre de remplacement inadmissible, ou trouvant le temps de réalisation beaucoup trop long, effectuent elles-mêmes les démarches pour faire réaliser l'œuvre de remplacement. Certaines municipalités, ayant pris soin d'effectuer un moulage de l'œuvre avant l'enlèvement, font réaliser une copie de l'œuvre disparue. Certaines œuvres dont le moule original avait été conservé, ou a pu être retrouvé, ont pu être également refaites à l'identique.
Beate Pittnauer indique que « selon certaines estimations des conservateurs, environ 1 700 statues furent détruites sur ordre du gouvernement de Vichy, dont plus de cent pour la seule capitale parisienne ». Beaucoup de piédestaux sont restés vides de nombreuses années après la fin de la guerre. Certains piédestaux sont réutilisés pour d'autres œuvres, sans rapport avec le personnage représenté avant guerre. C'est le cas à Caen, sur la place Saint-Sauveur, où une statue en pierre représentant François de Malherbe est placée sur le piédestal du monument en l'honneur d'Élie de Beaumont, sans que les plaques de celui-ci ne soient retirées,. D'autres piédestaux restés vides sont détruits. D'autres sont à ce jour, toujours vides.

Exemples de piédestaux restés vides
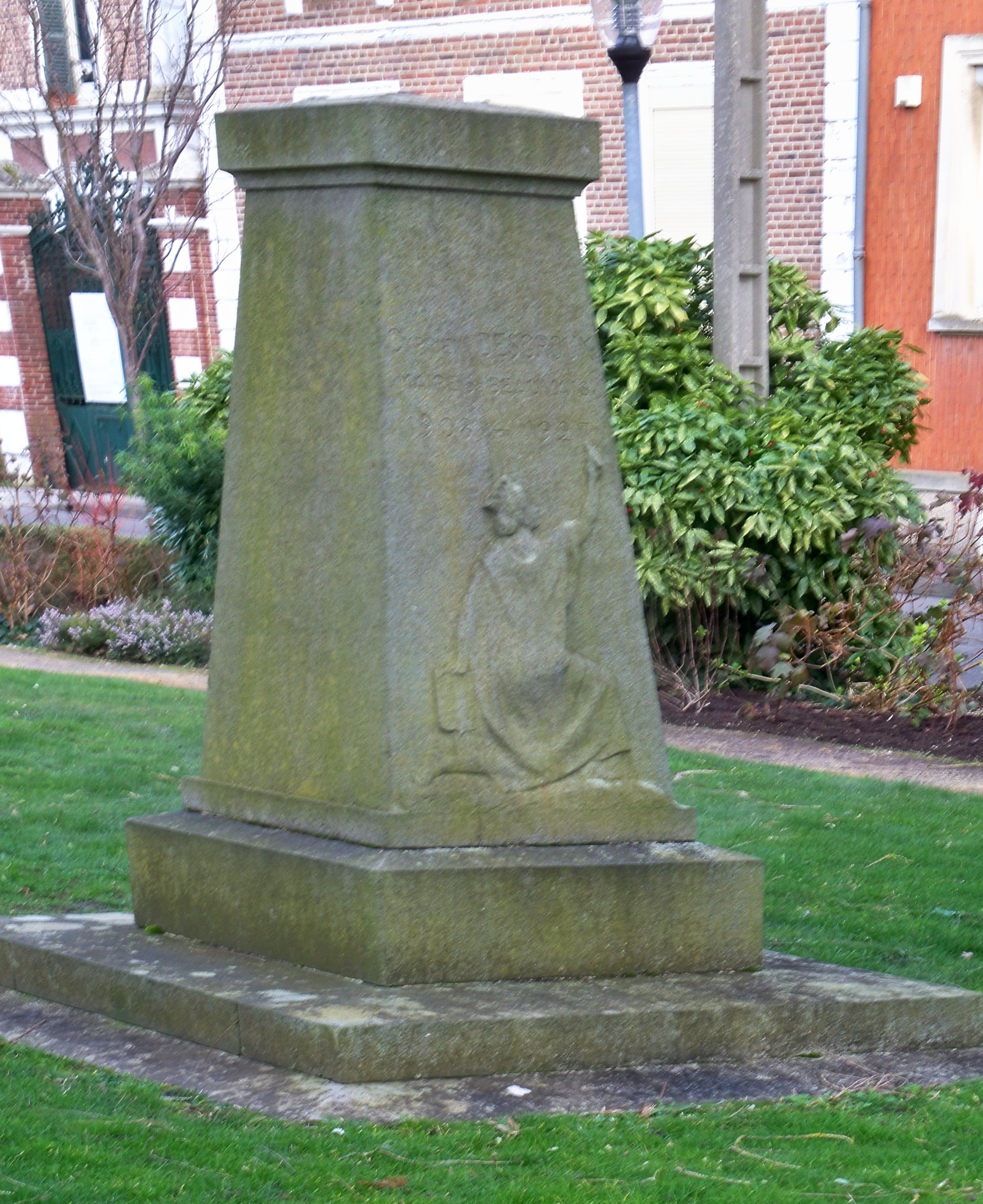
Piédestal vide du monument à Cyprien Desgroux à Beauvais.
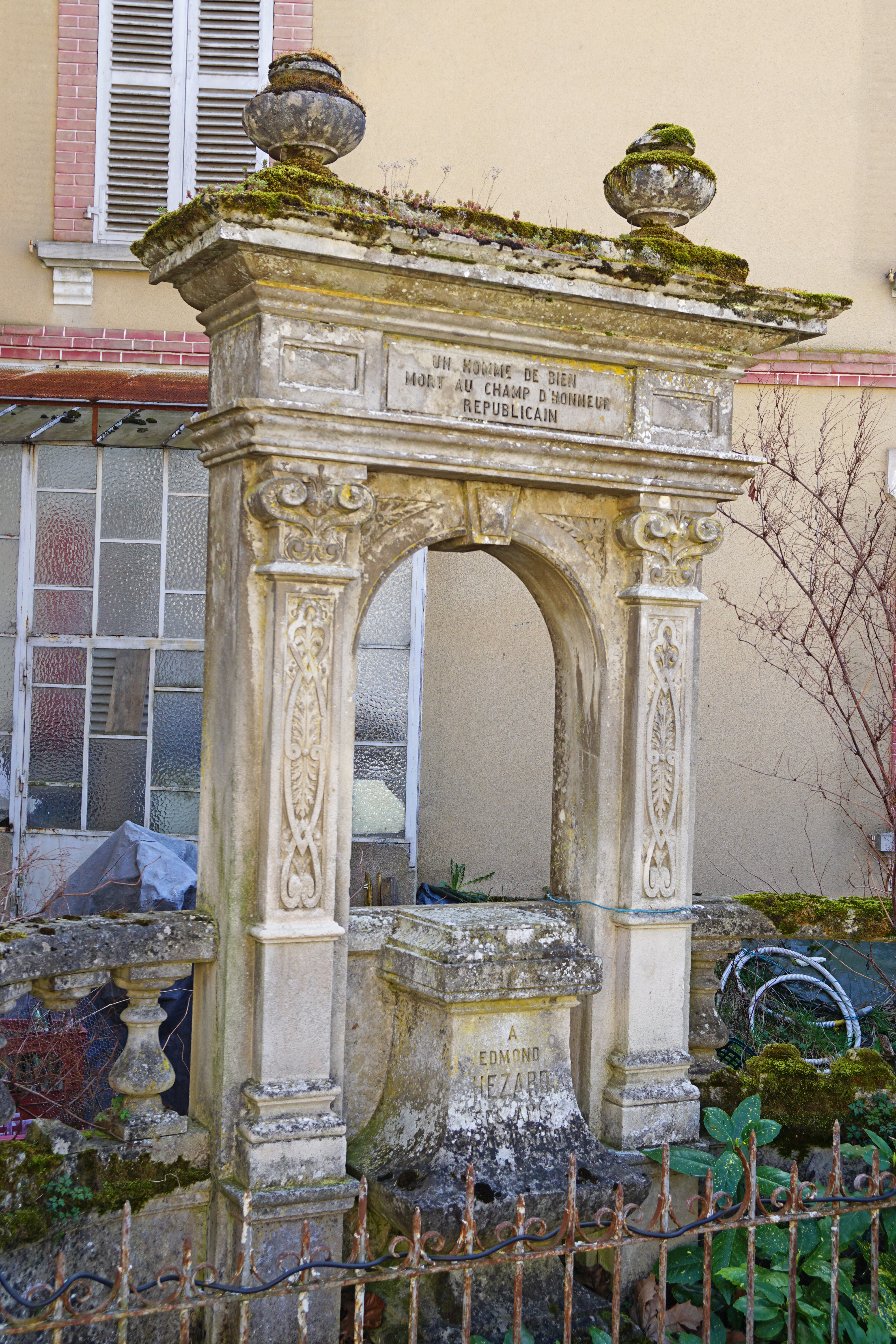
Monument à Edmond Hézard au Pont-de-Planches, amputé du buste.
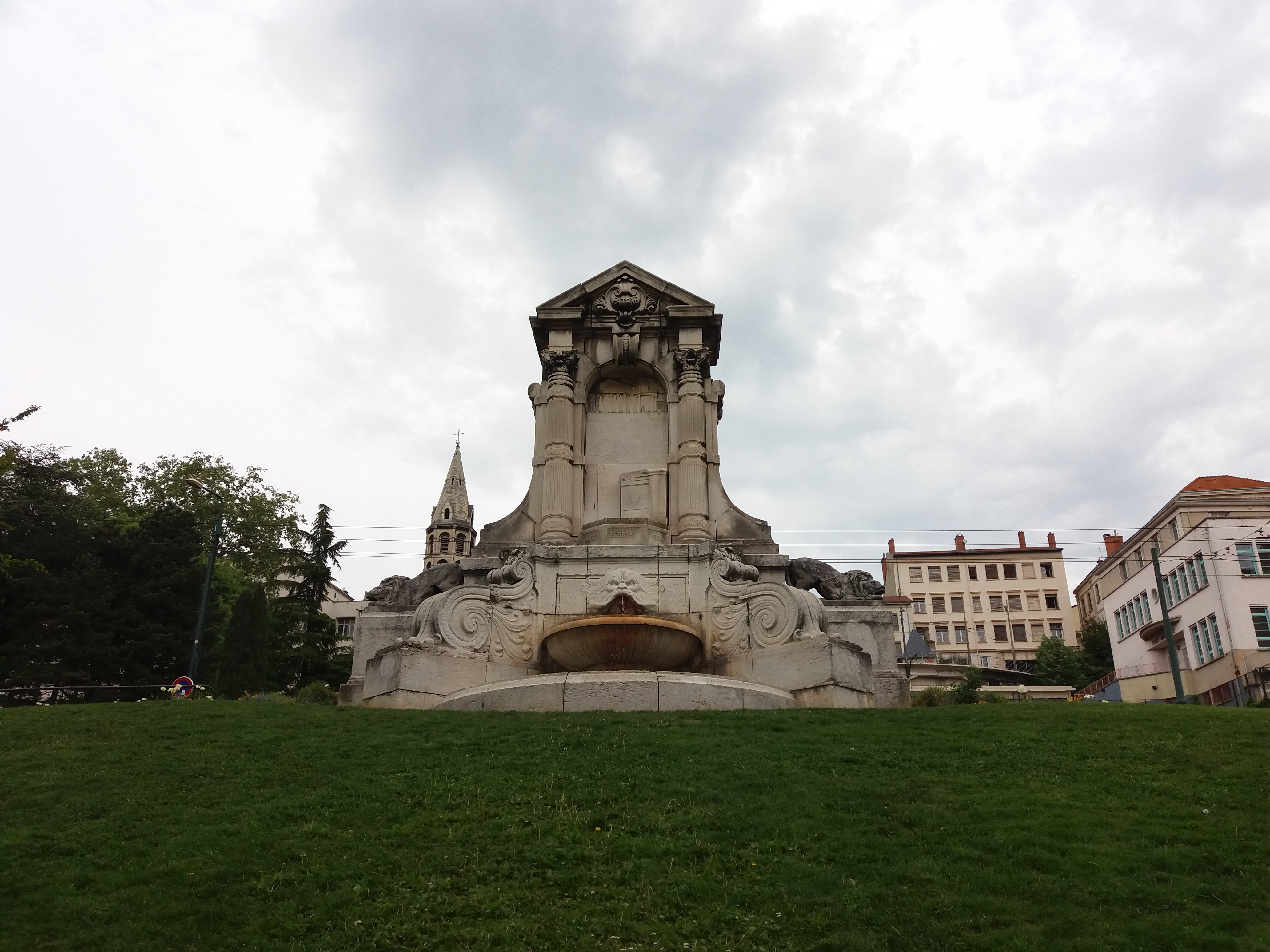
Piédestal vide du monument à Auguste Burdeau dans le jardin botanique de Lyon.
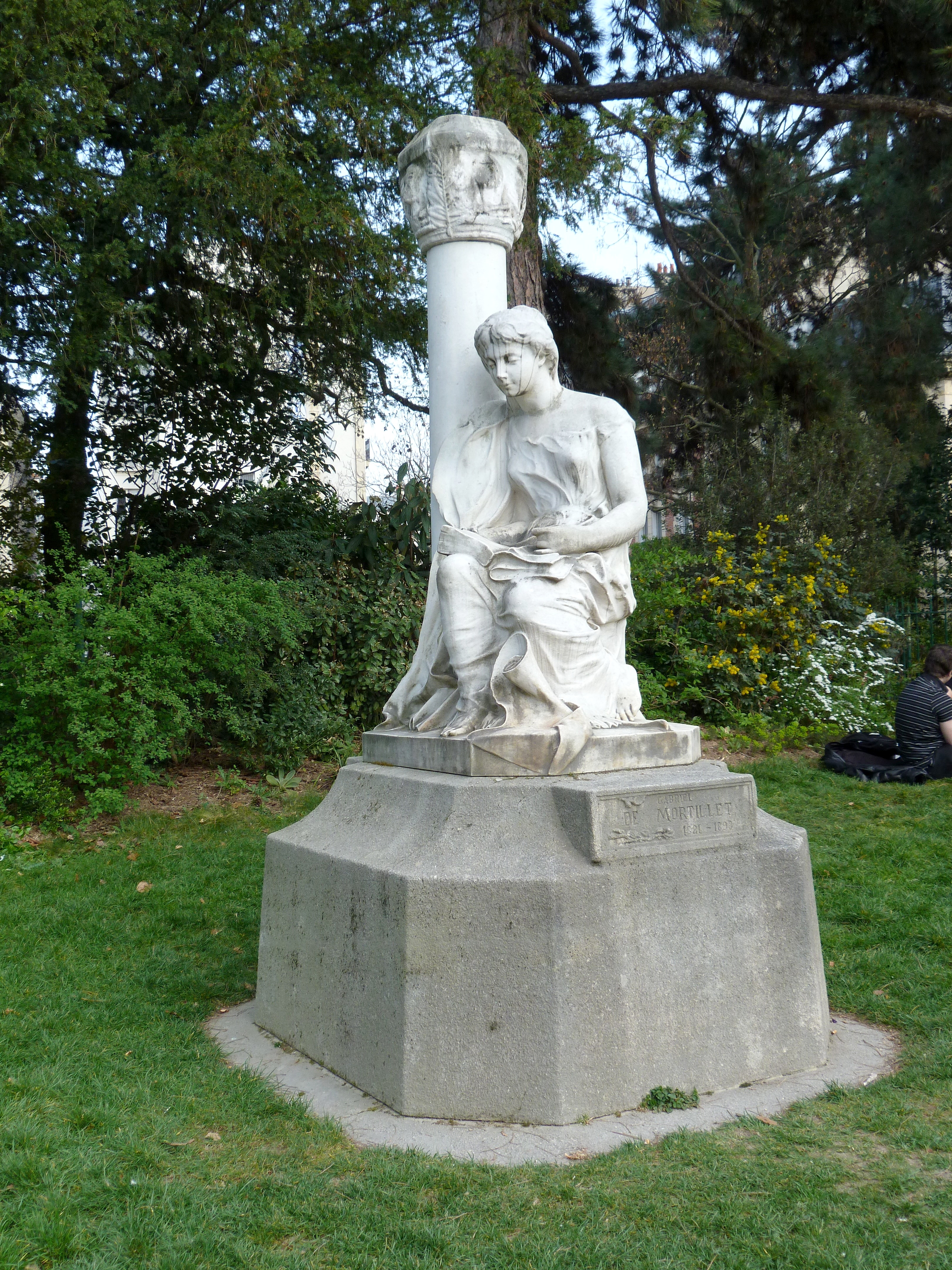
Monument à Gabriel de Mortillet dans les arènes de Lutèce à Paris, amputé du buste.
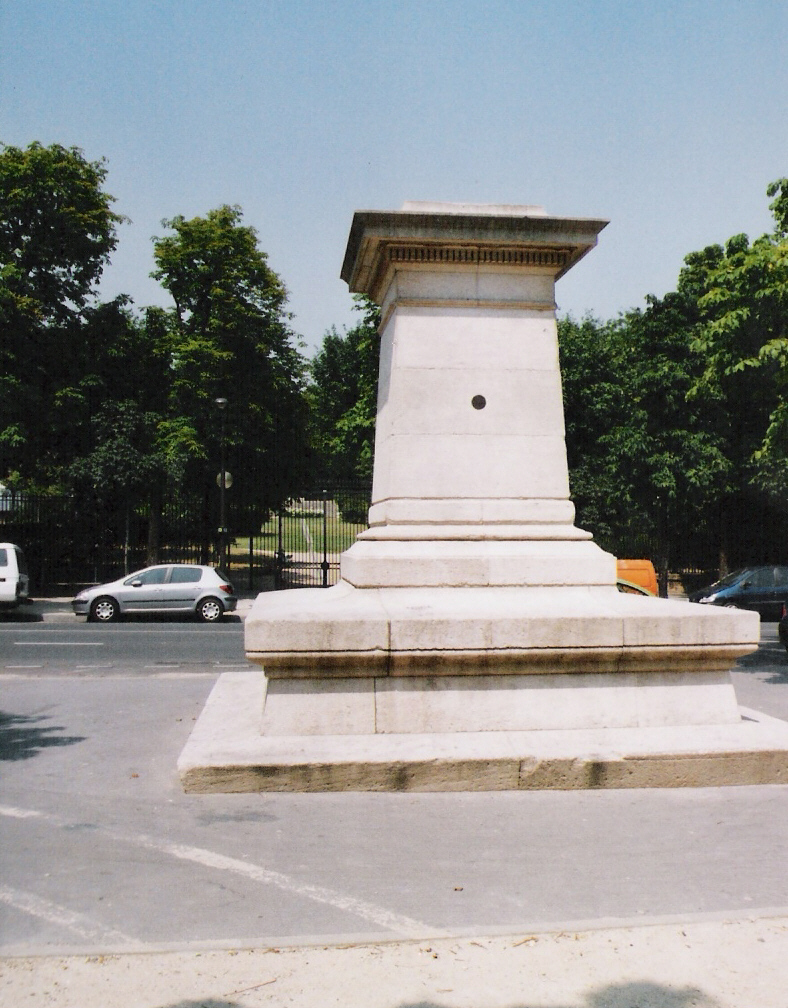
Piédestal vide du monument à François Arago sur la place de l'Île-de-Sein à Paris.
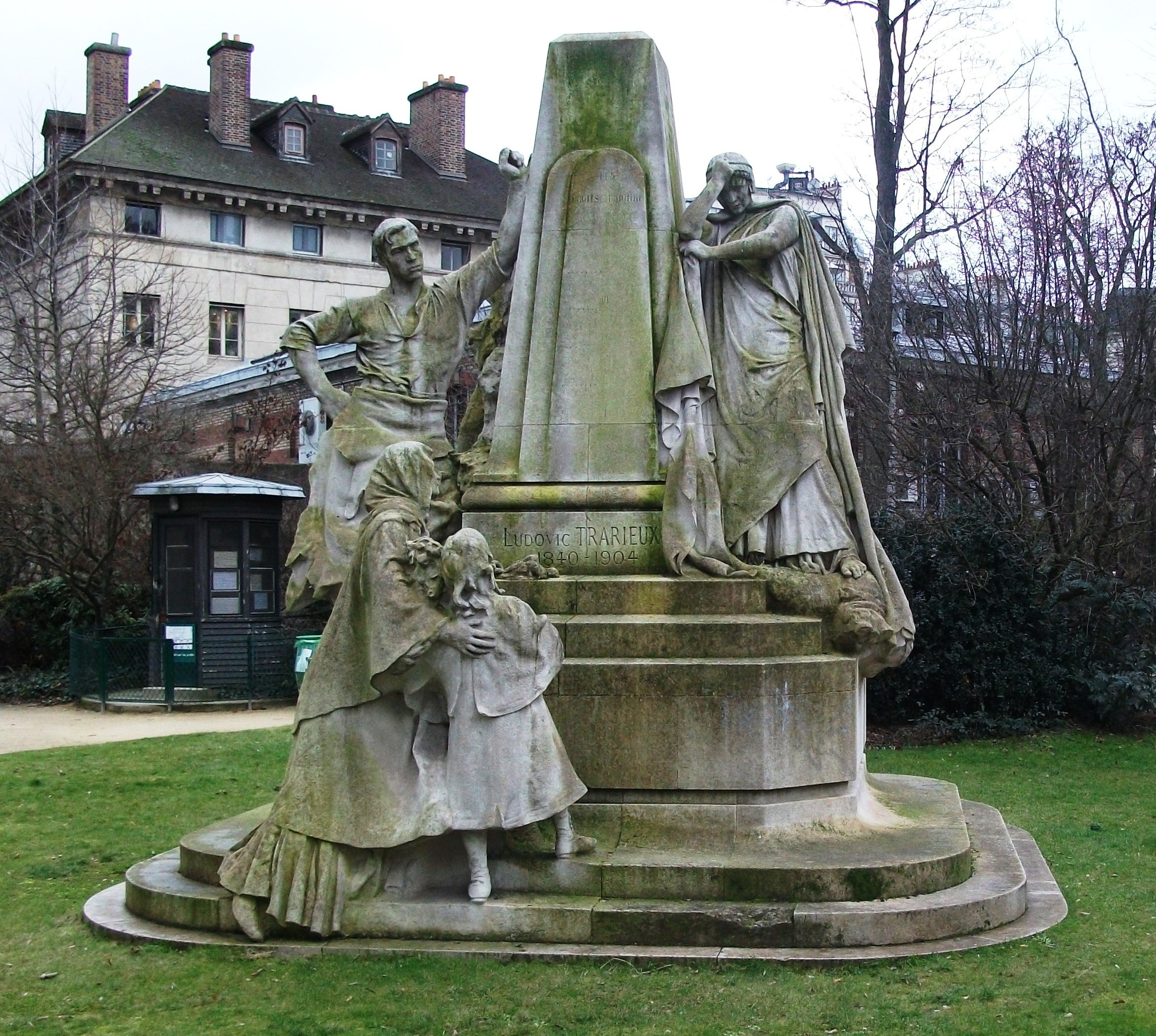
Monument à Ludovic Trarieux dans le square Claude-Nicolas-Ledoux à Paris, amputé du buste.
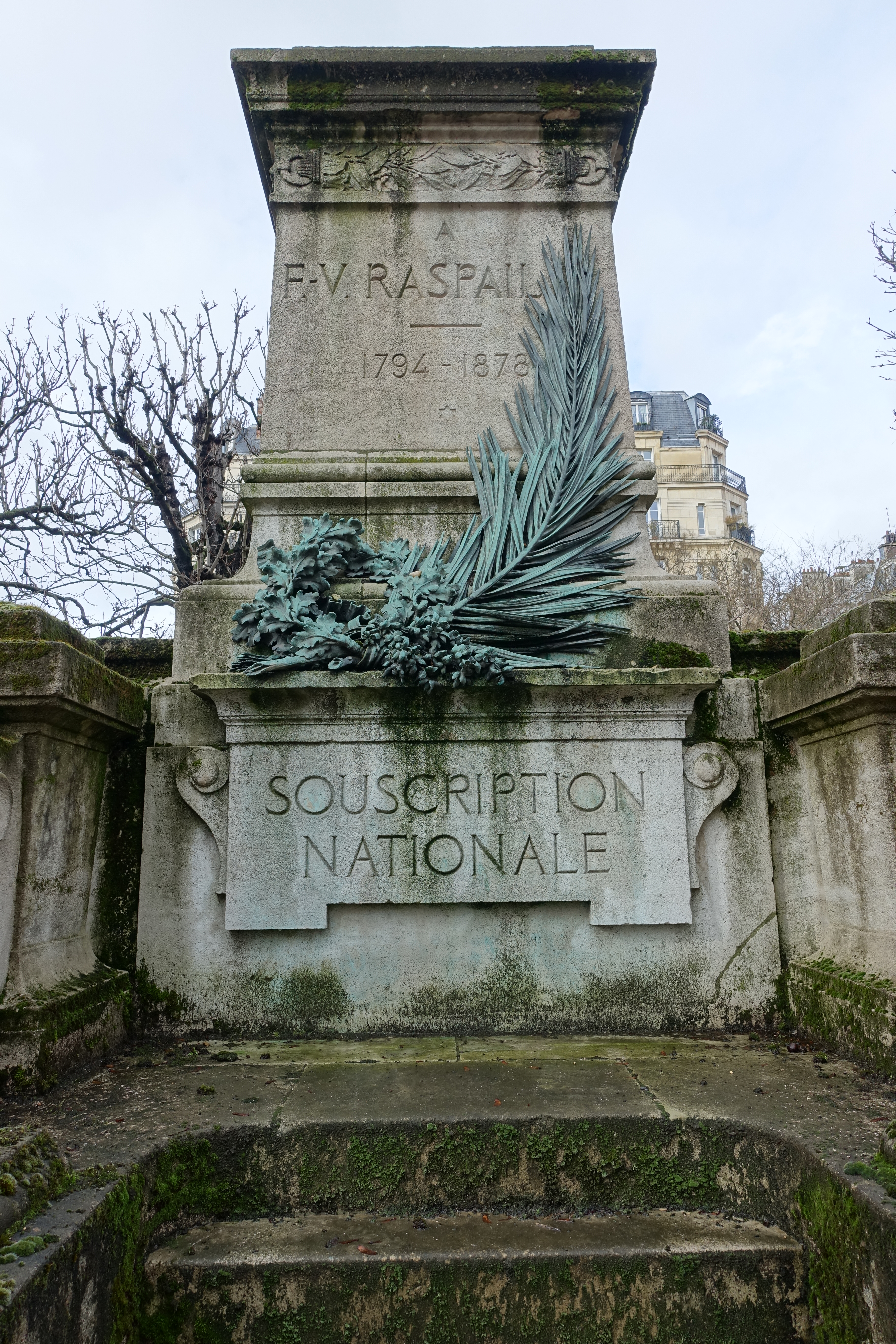
Piédestal vide du monument à François-Vincent Raspail dans le square Jacques-Antoine à Paris.
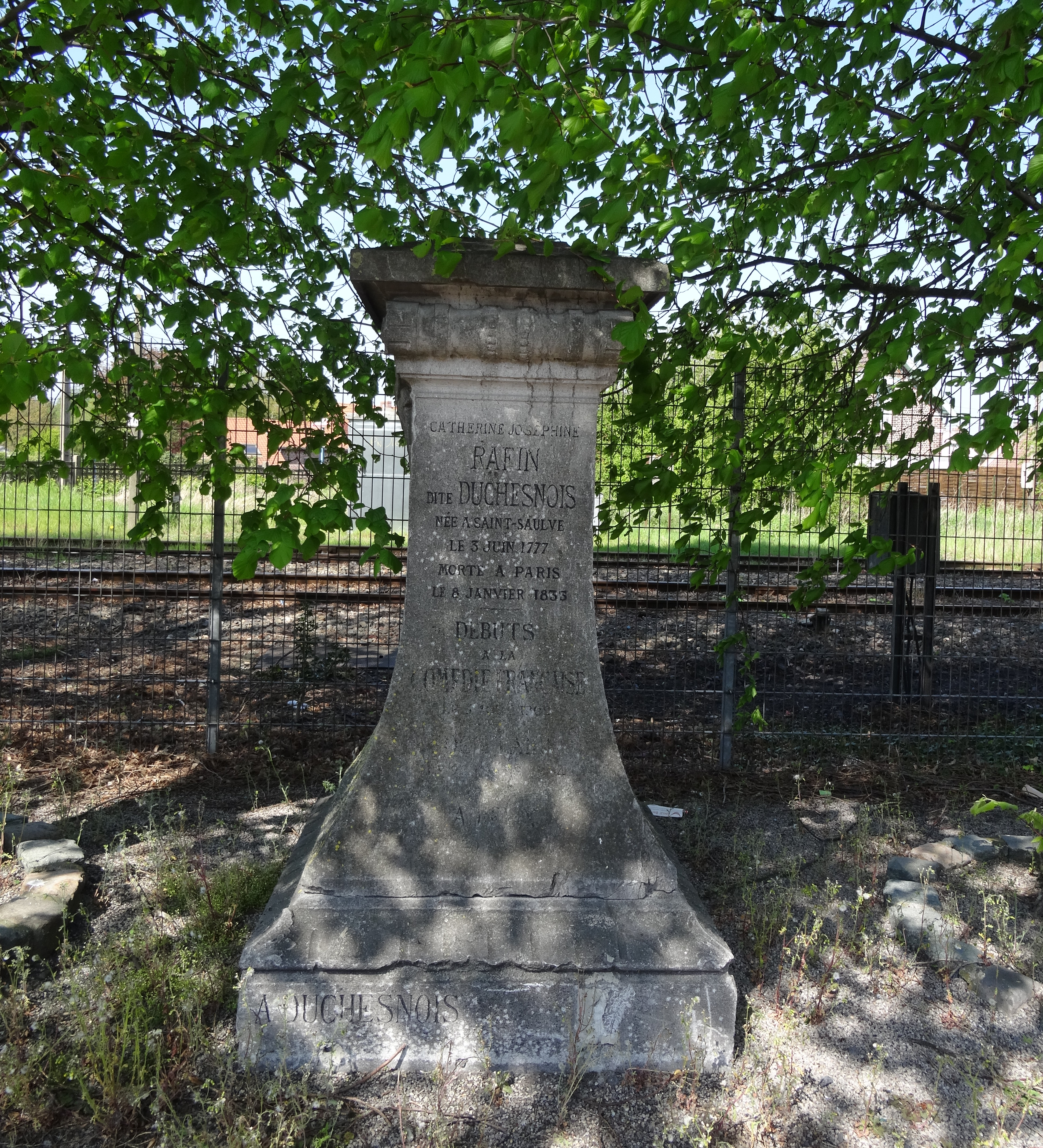
Piédestal vide du monument à Catherine-Joséphine Duchesnois à Saint-Saulve.

Certains monuments dont les parties en bronze ont été retirées sont à ce jour toujours amputés.

Exemples de monuments restés amputés
Monument à Omer Sarraut à Carcassonne, amputé de la femme, de l'enfant et du vigneron.
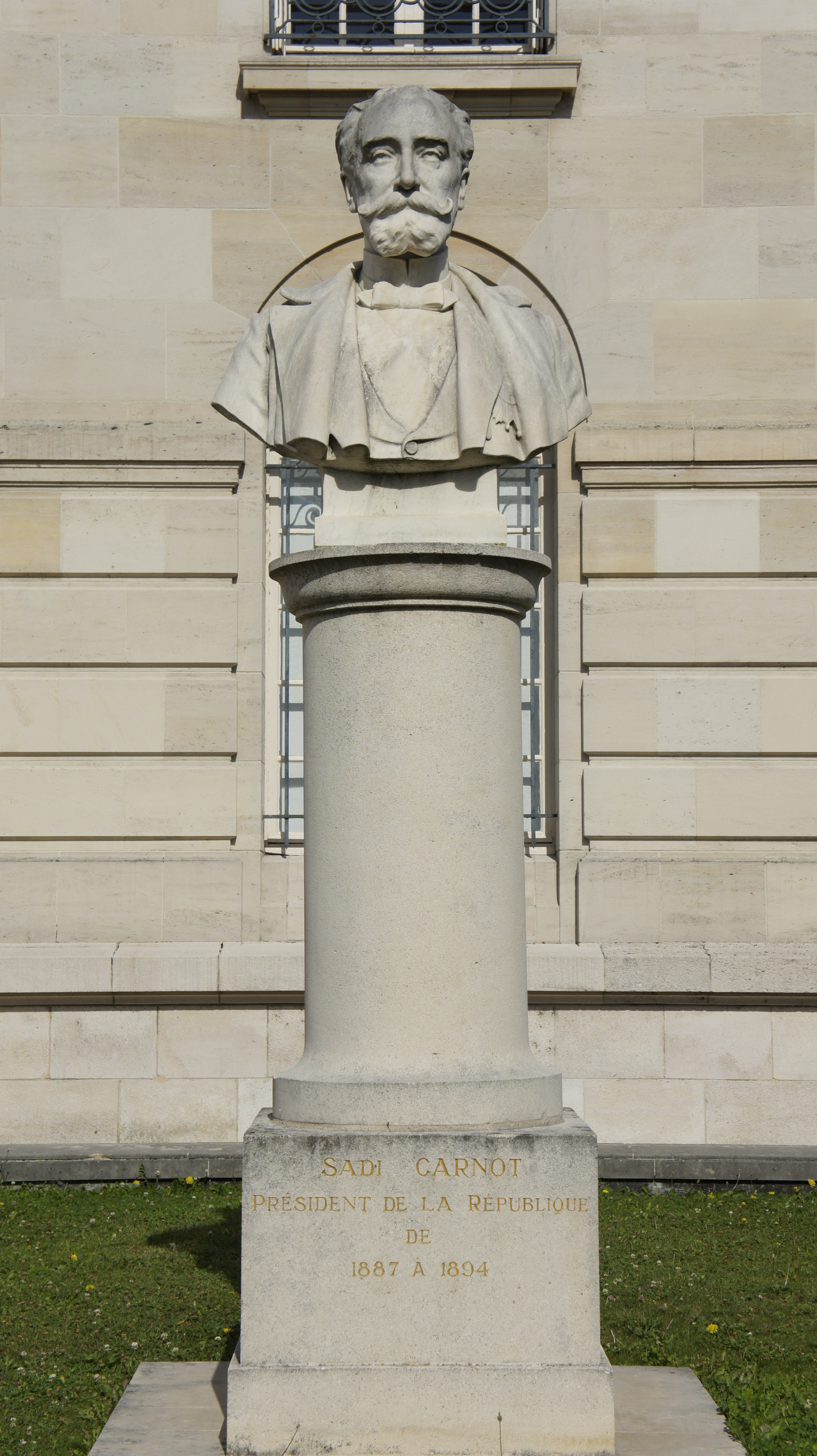
Monument à Sadi Carnot à Châlons-en-Champagne, amputé de ses allégories.
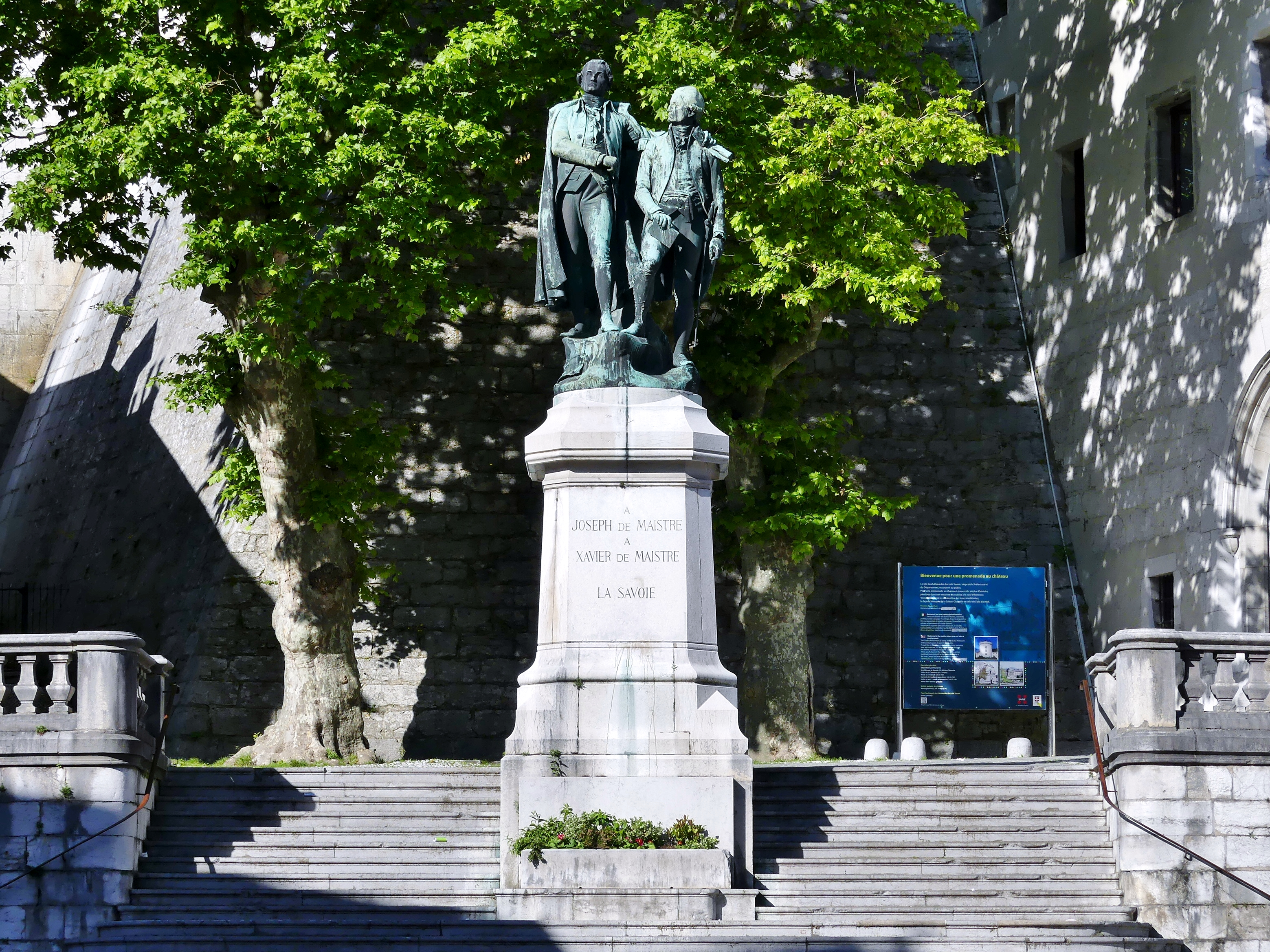
Monument à Joseph et Xavier de Maistre à Chambéry, amputé de la renommée.
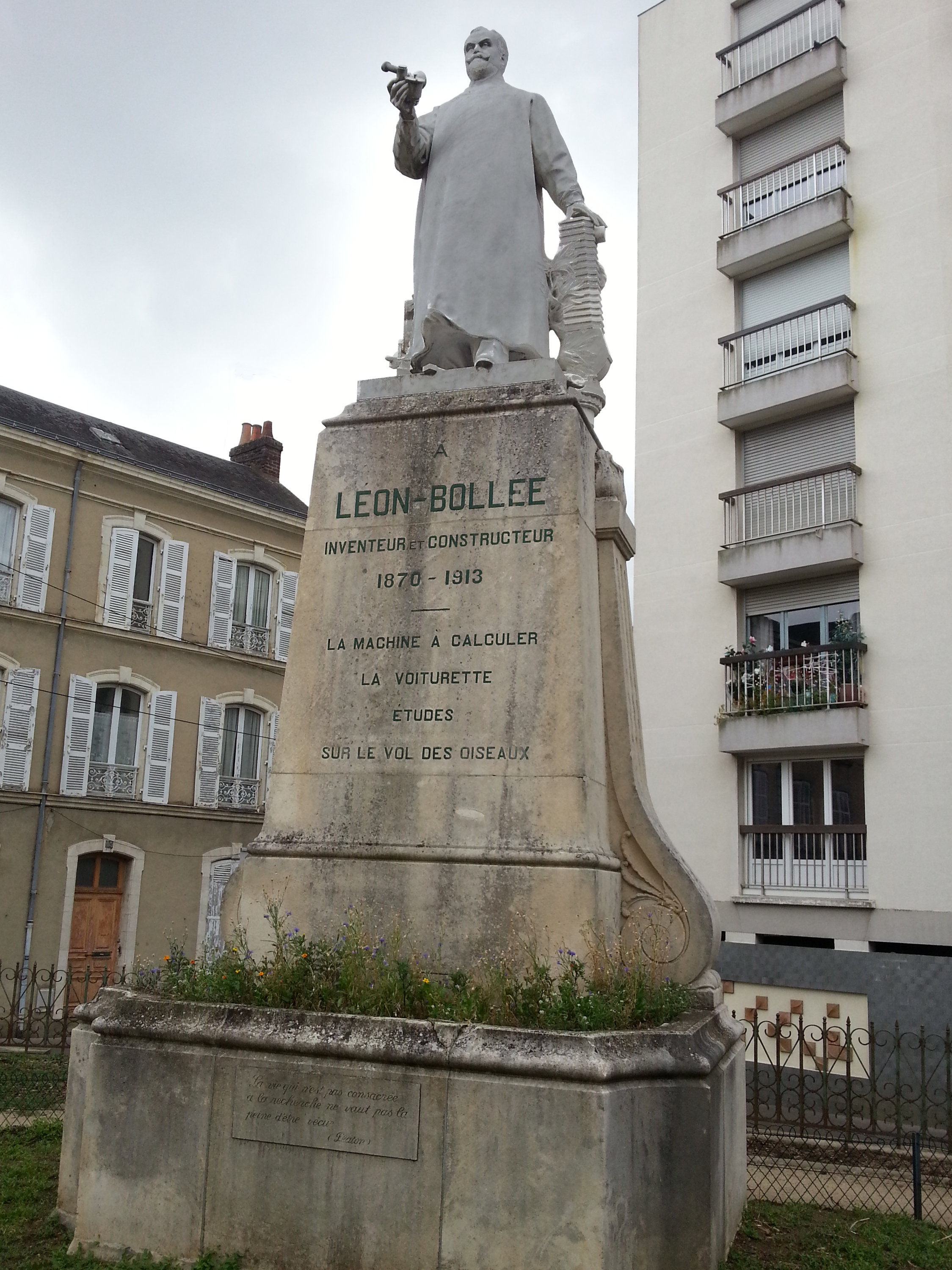
Monument à Léon Bollée au Mans, amputé de ses forgerons.
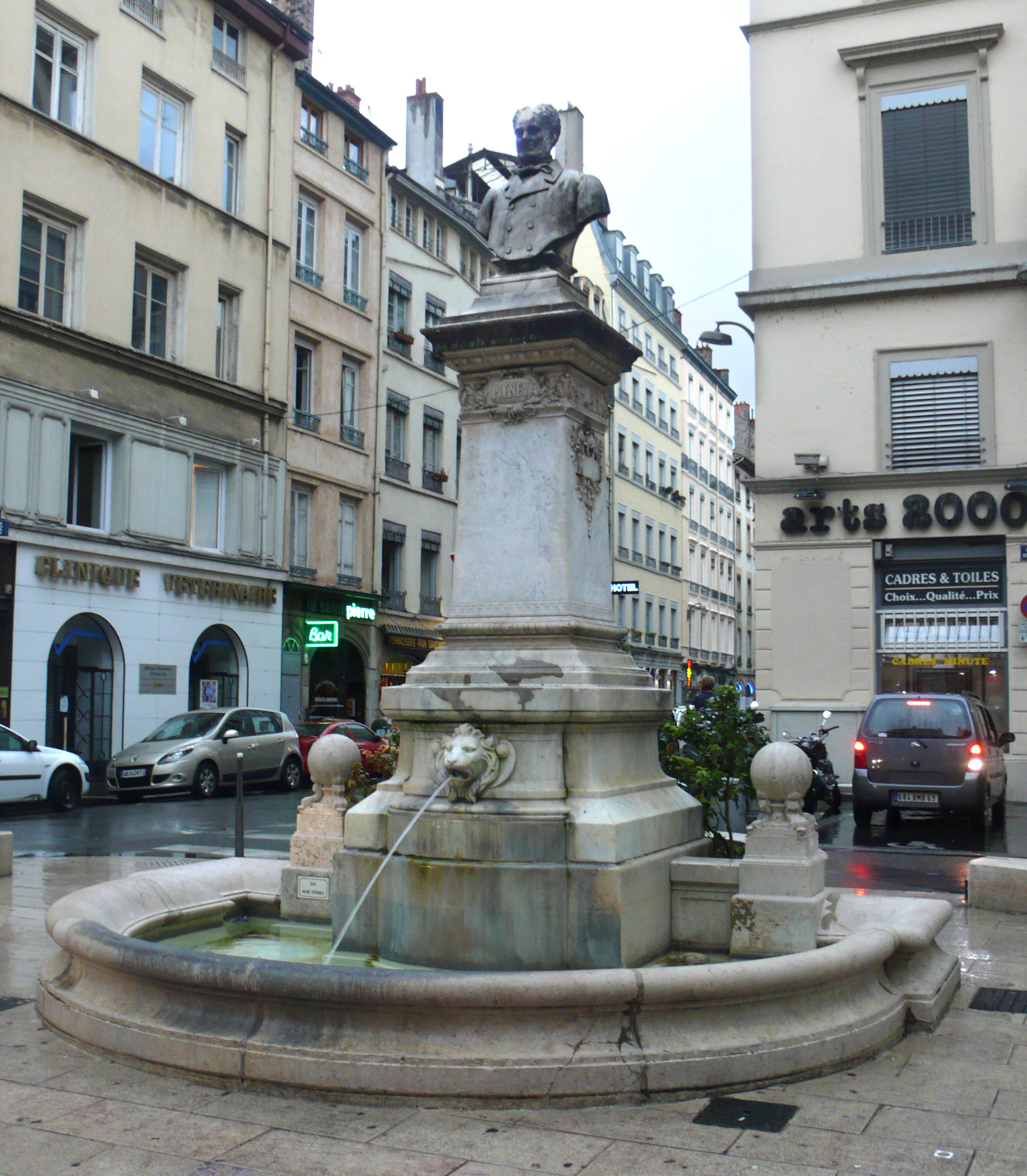
Monument fontaine à Jean-Pierre Pléney sur la place Meissonnier à Lyon, amputé de son génie.
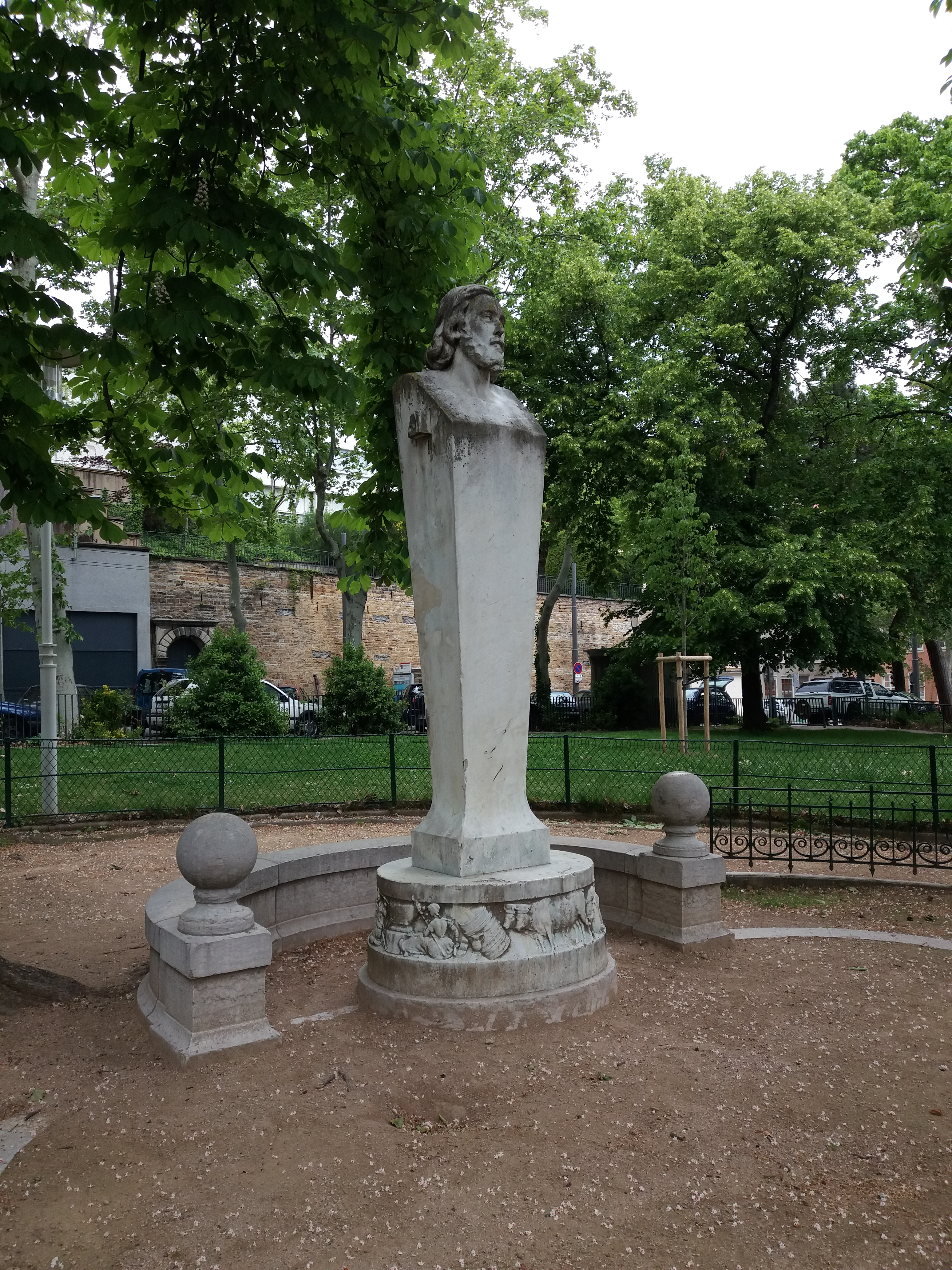
Monument à Pierre Dupont dans le jardin des Chartreux à Lyon, amputé de ses allégories.
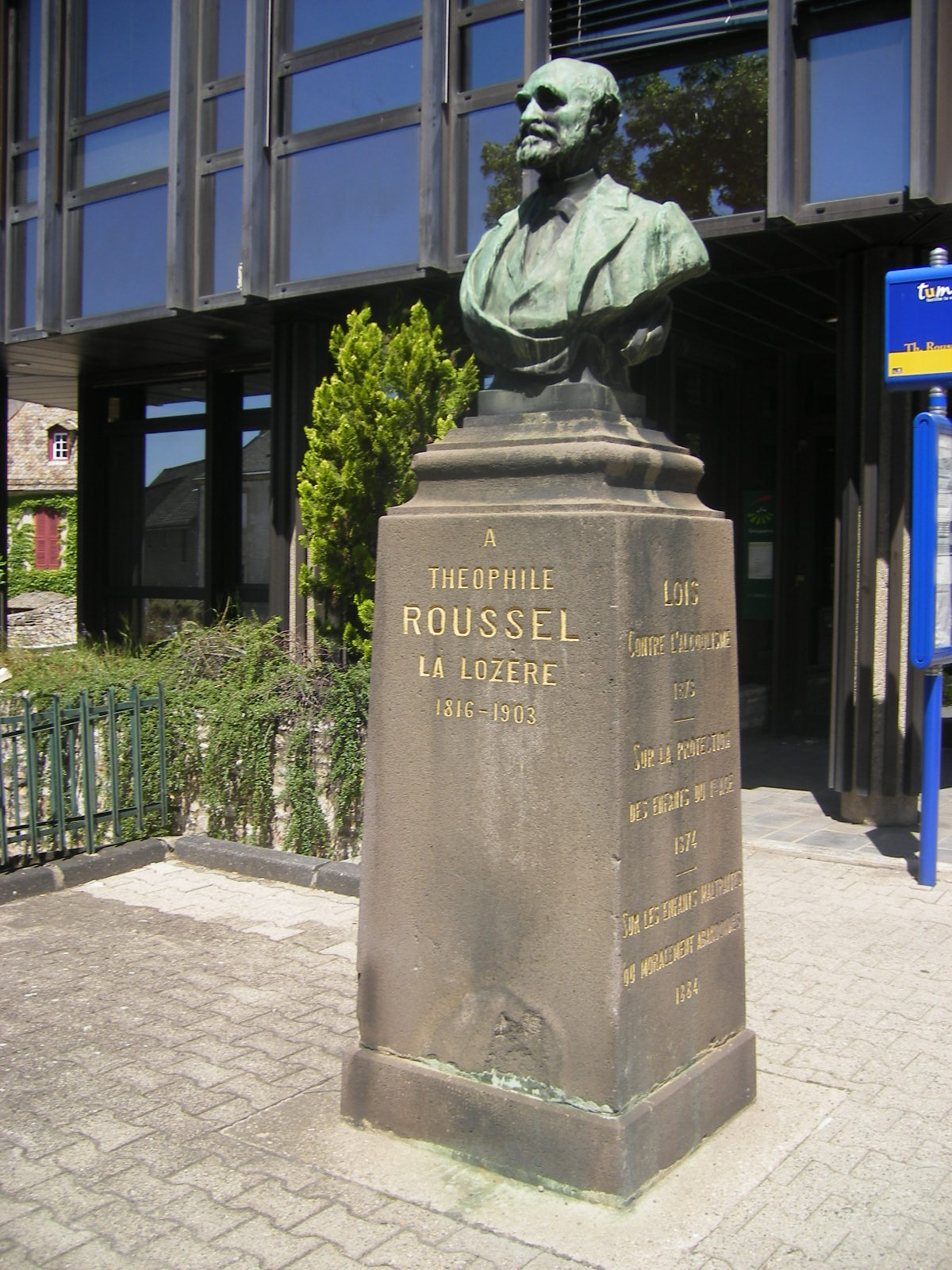
Monument à Théophile Roussel à Mende, amputé de ses allégories.
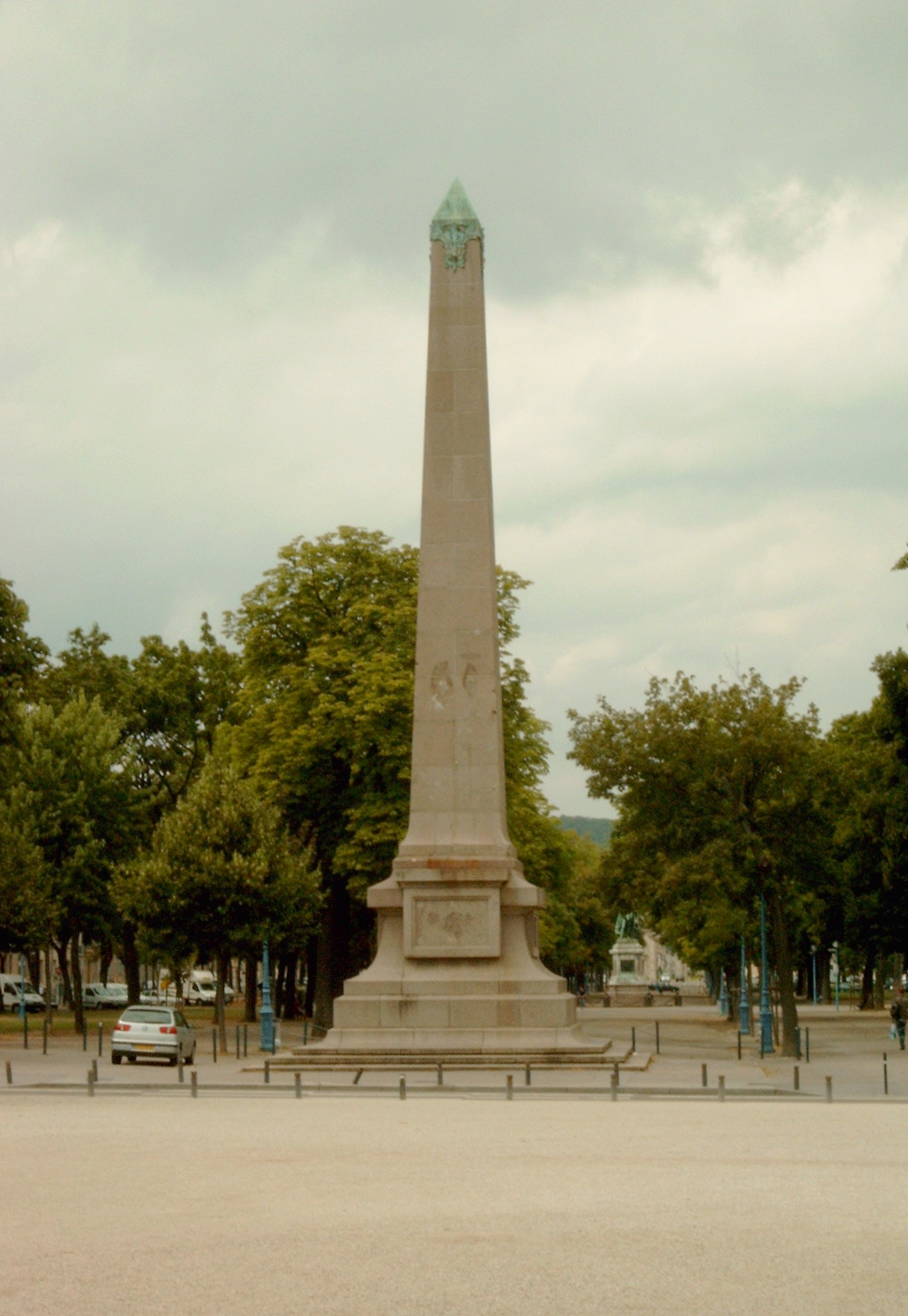
Obélisque de Nancy, amputé de ses ornements.
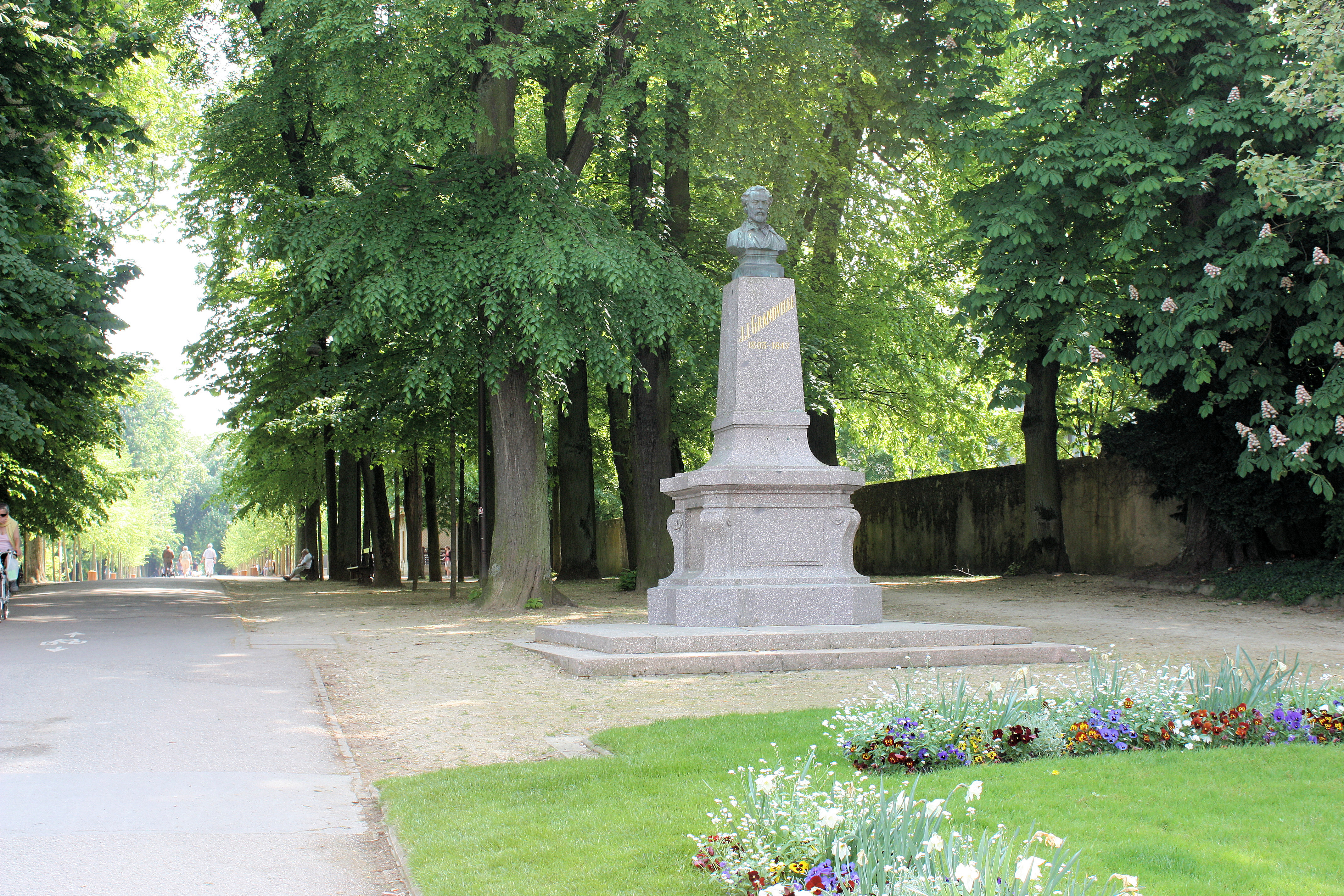
Monument à Grandville dans le parc de la Pépinière à Nancy, amputé de son allégorie.
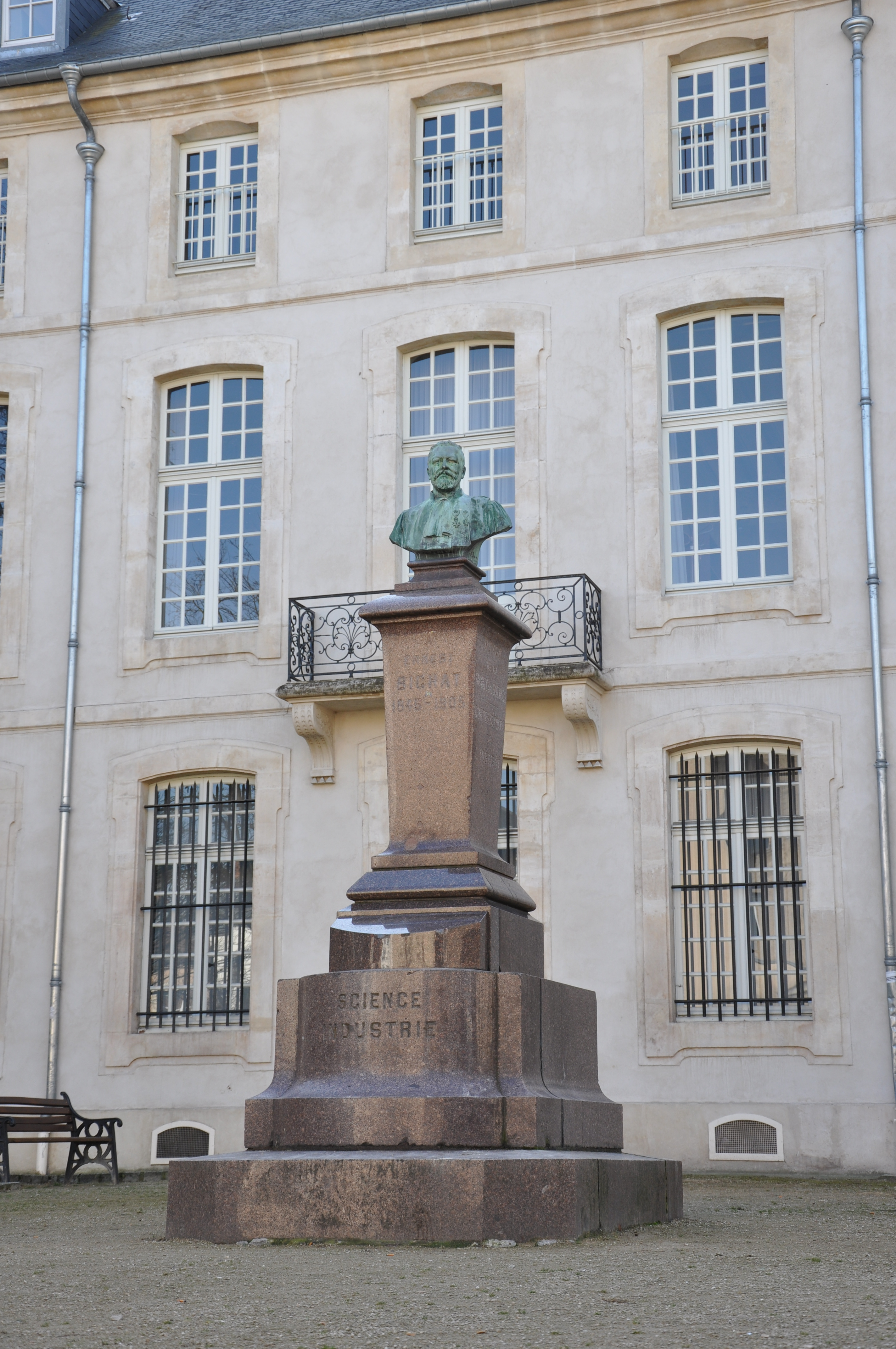
Monument à Ernest Bichat à Nancy, amputé de ses allégories.
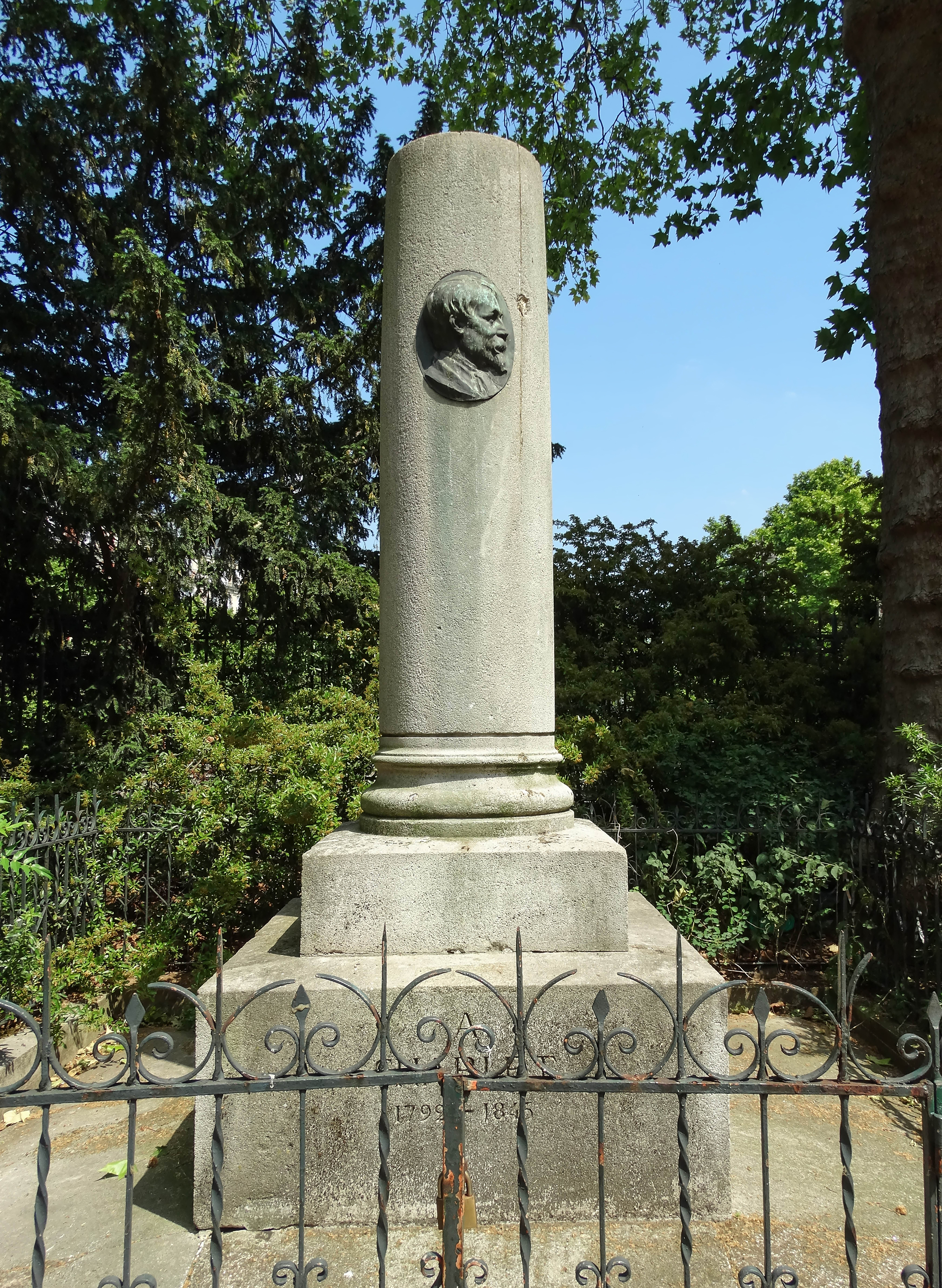
Monument à Nicolas-Toussaint Charlet dans le square de l'Abbé-Migne à Paris, amputé de ses allégories.
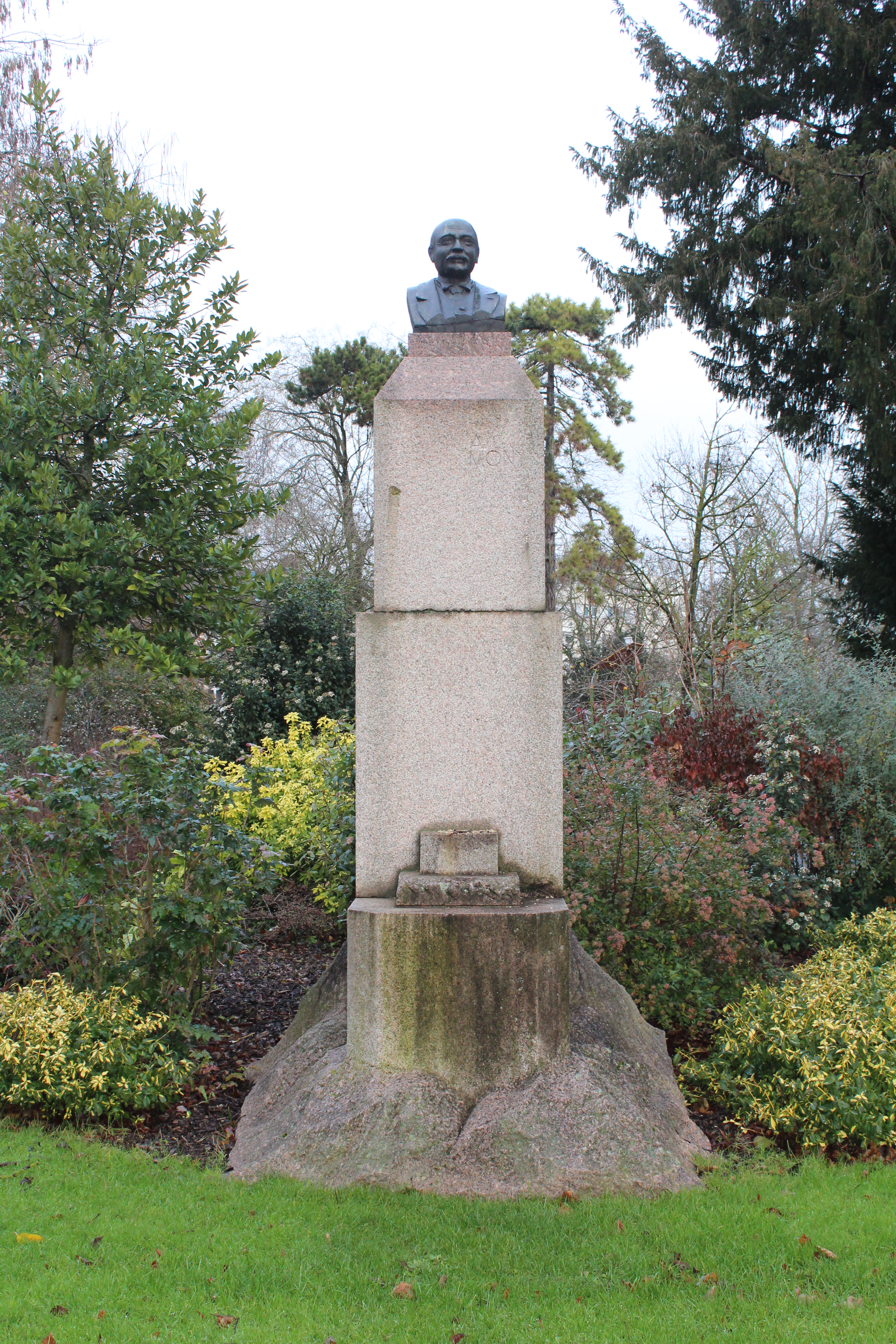
Monument à Louis Mony à Troyes, amputé de son allégorie La Vérité.
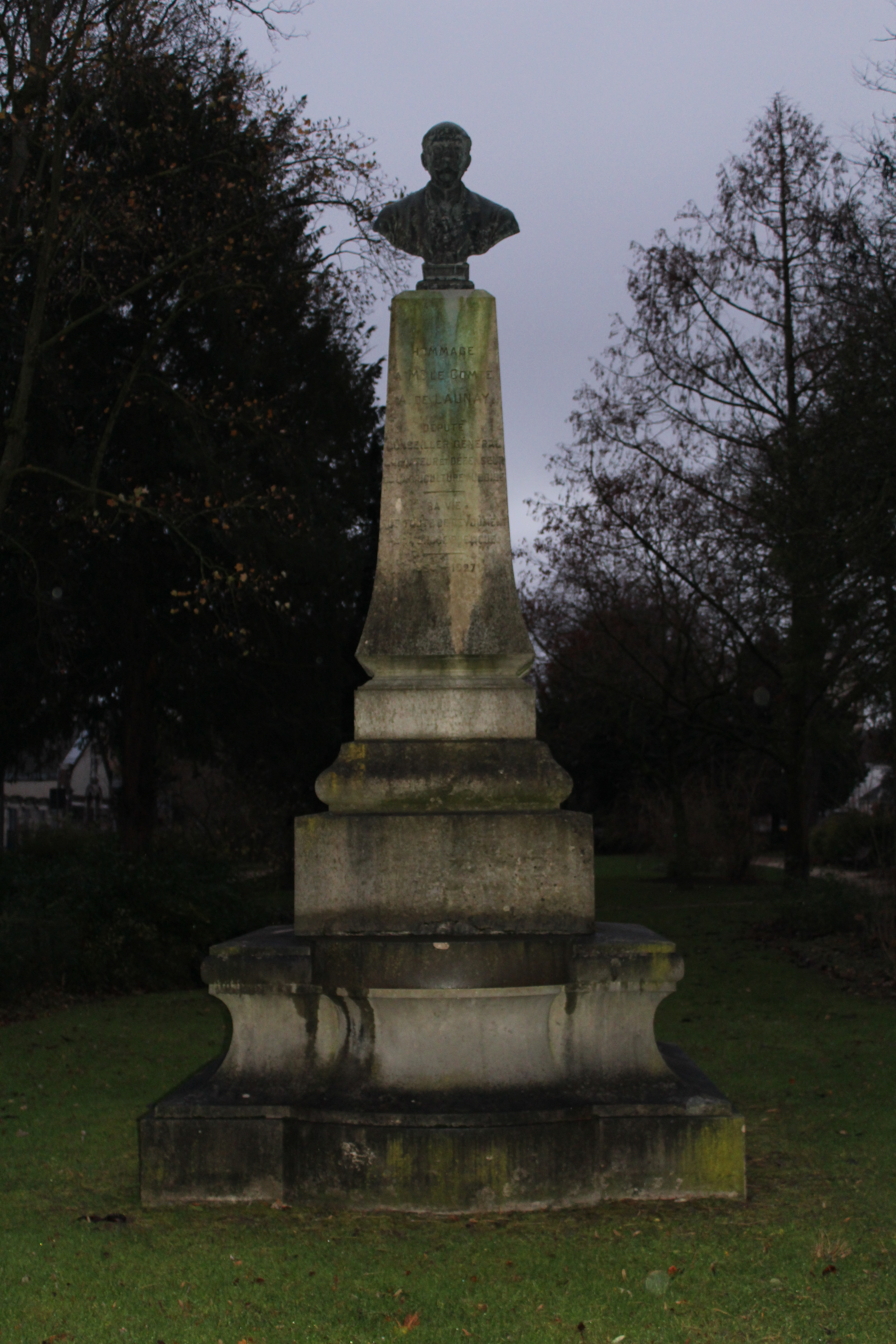
Monument au comte de Launay à Troyes, amputé de son agriculteur avec sa charrette.
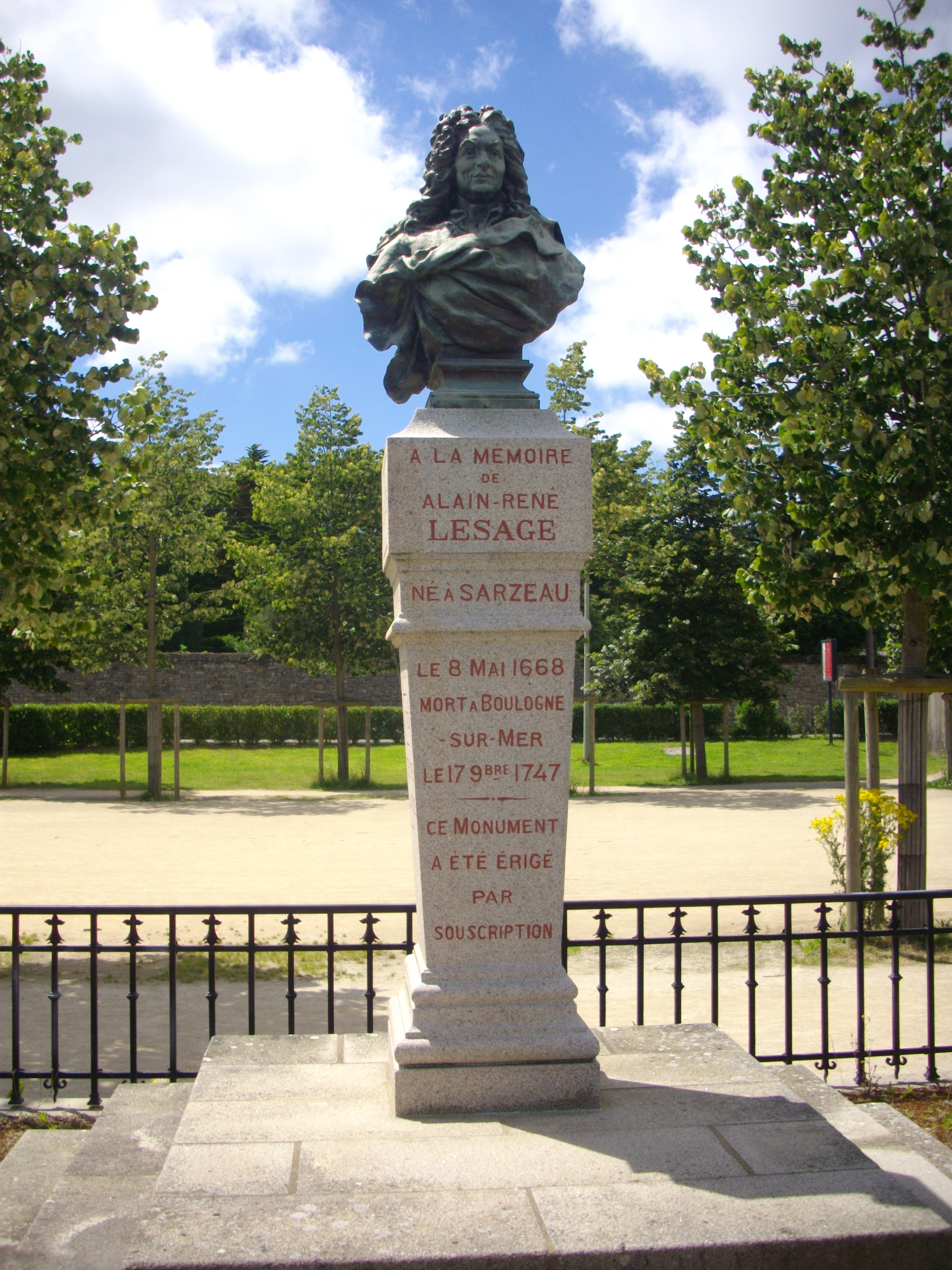
Monument à Alain René Lesage à Vannes, amputé de la sarzeautine.
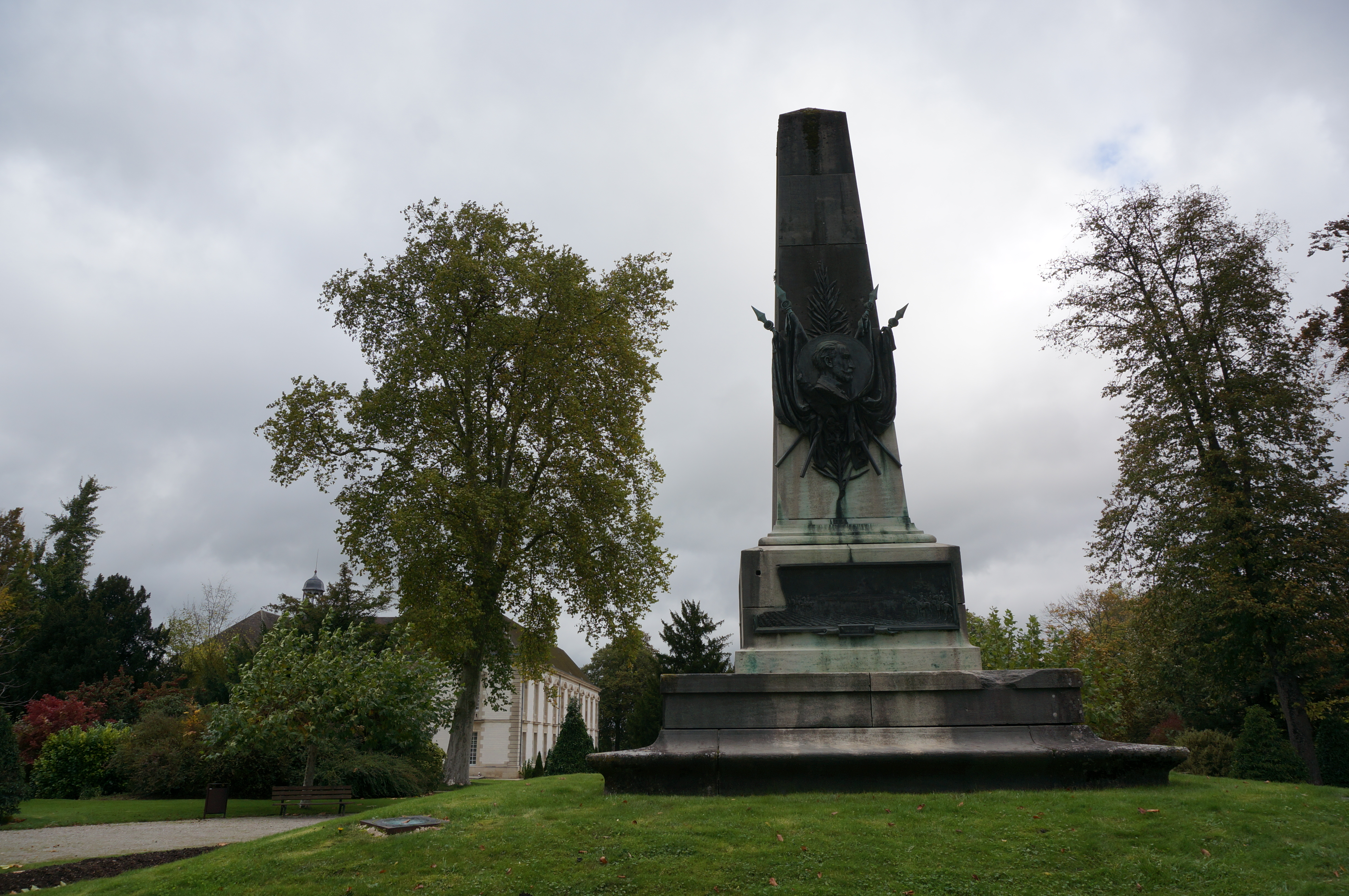
Monument à Sadi Carnot à Vitry-le-François, amputé du soldat.